# Sokolartsi
Sokolartsi (bulgariska: Соколарци) är ett distrikt i Bulgarien.   Det ligger i kommunen Obsjtina Kotel och regionen Sliven, i den centrala delen av landet, 260 km öster om huvudstaden Sofia.
Trakten runt Sokolartsi består till största delen av jordbruksmark. Runt Sokolartsi är det ganska glesbefolkat, med 24 invånare per kvadratkilometer.